# وزارة الدفاع (أستراليا)
وزارة الدفاع الأسترالية هي وزارة تابعة لحكومة أستراليا مكلفة بمسؤولية الدفاع عن أستراليا ومصالحها الوطنية. تشكل إلى جانب قوات الدفاع الأسترالية جزءًا من منظومة الدفاع الأسترالية وهي مسؤولة أمام برلمان الكومنولث نيابة عن الشعب الأسترالي عن الكفاءة والفعالية التي تنفذ بها سياسة الحكومة الدفاعية.